# Enaliarctos
Enaliarctos là một chi động vật chân màng tuyệt chủng. Trước khi phát hiện ra Puijila, năm loài trong chi Enaliarctos đại diện các hóa thạch động vật chân màng lâu đời nhất được biết đến, từ cuối Oligocen và đầu Miocen (khoảng 24-22 triệu năm trước) của California và Oregon.